# Людовик I Орлеан-Лонгвиль
Людовик I д’Орлеан-Лонгвиль (1480 — 1 августа 1516, Божанси) — французский аристократ и военачальник, 2-й герцог Лонгвиль с 1512 года, великий камергер Франции с 1512 года и губернатор Прованса.

## Биография
Второй сын Франсуа I, графа де Лонгвиля, и Агнессы Савойской. После смерти своего старшего брата Франсуа II (1512 год) Людовик унаследовал титулы герцога де Лонгвиля, графа де Дюнуа, де Монтгомери и Танкарвиля, принца де Шательайон, маркиза де Ротлен и виконта де Аббервилля.
В августе 1513 года герцог Людовик д’Орлеан-Лонгвиль был взят в плен англичанами во время «битве шпор», когда он попытался оказать помощь осажденному городу Теруан. Был отправлен пленником в Англию, где его вначале заключили в Лондонский Тауэр. Затем был освобожден из заключения и находился при королевском дворе. Он вступил в связь с дамой Джейн Попинкорт, фрейлиной королевы Екатерины Арагонской и любовницей Генриха VIII Тюдора. Людовик де Лонгвиль поспособствовал переговорам о заключении династического брака между английской принцессой Марией Тюдор и королём Франции Людовиком XII Валуа.
1 августа 1516 года Людовик д’Орлеан-Лонгвиль скончался в замке Божанси. Ему наследовал старший сын Клод.

## Семья и дети
В 1504 году женился на Иоанне/Жанне (около 1485—1543), дочери последнего маркграфа Хахберг-Заузенберга Филиппа (1454—1503) и Марии Савойской. Благодаря браку унаследовал Нёвшательское княжество, а его наследники приняли титул маркизов де Ротлен (=маркграф Рёттельна). Дети:
- Клод (1508 — 9 ноября 1524) — 3-й герцог де Лонгвиль (1516—1524) и пэр Франции.
- Людовик II (1510 — 9 июня 1537), 4-й герцог де Лонгвиль (1524—1537), женился на Марии Лотарингской-Гиз
- Франсуа (1513—1548), маркиз де Ротлен, женился на Жаклин де Роган (1520—1587)
  - Леонор (1540—1573), 6-й герцог де Лонгвиль и князь Нёвшатель (1551—1573)
  - Франсуаза (1549—1601), жена с 1565 года Людовика Бурбона, принца де Конде (1530—1569)
- Шарлотта (1512—1549), мадмуазель де Лонгвиль, муж с 1528 года Филипп Савойский (1490—1533), герцог Немурский (1528—1533).